# 格勒格道尔吉·德米德

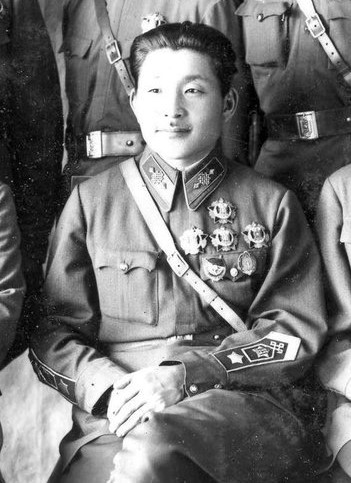

格勒格道尔吉·德米德（1900年—1937年8月22日），賽音諾顏部中左末旗（那彦图王旗，今蒙古国后杭爱省伊赫塔米尔县）人，蒙古人民军的创建者，元帅。

## 生平
德米德早年成为游击队员，并于1921年加入蒙古人民党。1921年至1926年，在多个部队单位任职，并在综合军事学校任教。1926年至1929年，在苏联特维尔骑兵学校学习。1929年回到蒙古，成为综合军事学校的校长兼政治委员。
1930年3月，德米德当选蒙古人民革命党中央委员会主席团成员，并在1932年6月、1933年10月、1934年10月均连任。自1930年起，担任军事委员会主席、军事部部长、军队总司令、部长会议第二副主席。1936年，被授予元帅军衔。
1937年8月22日，德米德在赴莫斯科的途中，在西伯利亚大铁路泰加站（位于新西伯利亚的东北部）的列车上死于食物中毒。其死亡没有得到令人满意的解释。与其同时中毒的还有蒙古赴莫斯科的代表团的其他成员及随行的妻子们，其中师长姜仓霍尔洛（Jantsankhorloo）也同时中毒身亡。德米德逝世后数日，即被宣布为一个反革命组织的首领以及日本间谍，其遗孀纳布其（Navch）、两个兄弟、父亲均被逮捕，霍尔洛·喬巴山则被任命为军事部部长、军队总司令。